# Spijkerboor
Spijkerboor ist eine Siedlung im Ortsteil Jisp der Gemeinde Wormerland in der niederländischen Provinz Noord-Holland.

## Geographie
Der Ort liegt 13 Kilometer nördlich von Zaandam und 10 Kilometer westnordwestlich von Purmerend. Die typische Streusiedlung in einer ebenso typischen Marschlandschaft ist rund 3 Kilometer nordnordwestlich vom Hauptort Jisp entfernt, der nur über den Kanaal- oder den Oudelandsdijk erreichbar ist. Dieser verbindende Siedlungsbereich ist ebenso dünn besiedelt, hat allerdings insgesamt 330 Einwohner.

## Geschichte
Wann die Siedlung entstand, ist nicht bekannt. Als sicher gilt jedoch das hier einige Häuser bereits vor 1612 vorhanden waren, als der Binnensee Beemster trockengelegt wurde. 1824 wurde der Nordhollandkanal fertiggestellt und danach wurde der Ort aufgrund seiner günstigen Lage zu einem wichtigen Anlegeplatz für Kähne, die auf dem Kanal, auf Knollendammervaart oder Beemster ringvaart unterwegs waren.
Mit Schaffung der Gemeinde Wormerland wurde auch Jisp mit der zugehörigen Siedlung Spijkerboor 1991 ein Teil derselben.